# Monastero di Čudov
Il monastero di Čudov (conosciuto anche come monastero dell'arcangelo Michele) fu fondato a Mosca, all'interno del Cremlino, nel 1358 dal metropolita Alessio. Fu così denominato in ricordo del miracolo (Čudo in Russia) attribuito all'Arcangelo nella città frigia di Chonai.
La costruzione del monastero, con annessa la cattedrale, fu completata nel 1365. La cattedrale fu in seguito abbattuta e ricostruita una prima volta nel 1431 e quindi negli anni 1501-1503. Essa fu per tradizione la chiesa in cui venivano battezzati i membri della famiglia imperiale, quali gli zar Alessio I e Pietro il Grande.
Fino al 1561 l'abate del monastero di Čudov era considerato il primo tra gli igumeni di tutti i monasteri russi. Con il monastero di Simonov e il Troice-Sergieva Lavra era considerato il più grande centro di cultura letteraria e sapere russi: tra i monaci che hanno dedicato all'interno di esso la loro vita nel tradurre e trascrivere testi ecclesiastici si possono citare Massimo il Greco, Epifanij Slavinetskij e Karion Istomin.
Di secolo in secolo nuovi edifici sono stati aggiunti al complesso monasteriale, come la chiesa del metropolita Alessio, dove furono riposte le reliquie del santo, e la Chiesa dell'Annunciazione (entrambe costruite nel 1680) e la chiesa di Sant'Andrea (1887). Nel 1918 il monastero fu chiuso e smantellato per essere trasformato nella scuola per la formazione delle Guardie Rosse nel 1929. Tutti i manoscritti ivi presenti furono trasferiti nel Museo storico di Stato.